# Luis Torregrosa Mira
Luis Gabriel Torregrosa Mira (Novelda, 1 de febrer de 1932 - Elda, 4 d'octubre de 2013) fou un polític socialista valencià, diputat a les Corts Valencianes durant les tres primeres legislatures.

## Biografia
Es graduà en estudis mitjans i el 1949 es traslladà a Elda, on va treballar com a gerent en una fàbrica de calçat. El 1977 va ingressar en el PSPV-PSOE, del que en 1979 en fou nomenat secretari general de l'Alt Vinalopó i a les eleccions municipals espanyoles de 1979 fou escollit regidor de l'ajuntament d'Elda, i tinent d'alcalde a les eleccions municipals espanyoles de 1983. Durant el seu mandat va reformar la plaça Castelar i la Casa de Cultura.
Fou elegit diputat a les eleccions a les Corts Valencianes de 1983, 1987 i 1991. Durant el seu mandat fou president del Consell assessor de RTVE a la Comunitat Valenciana i president de la Comissió d'Indústria i Comerç.